# Max Weber
|  | Aquest article tracta sobre el sociòleg . Si cerqueu el taxonomista, vegeu «Max Weber (taxonomista)». |

Maximilian Weber (Erfurt, 21 d'abril de 1864 – Múnic, 14 de juny de 1920) va ser un sociòleg, politòleg, filòsof, economista i jurista alemany. És considerat, juntament amb Karl Marx, Vilfredo Pareto, Ferdinand Tönnies i Émile Durkheim, un dels pares de la sociologia.
Max Weber va néixer a Erfurt el 21 d'abril de 1864, el primer de vuit fills, sis dels quals (quatre fills i dues filles) van viure fins a l'edat adulta. Els seus pares van ser l'advocat i més tard representant del Reichstag del Partit Liberal Nacional Max Weber senior (1836-1897) i Helene Weber, nascuda Fallenstein (1844-1919), ambdós protestants amb ascendència hugonota; Helene Fallenstein era una neta del mercader Cornelius Carl Souchay. El menor dels germans, Alfred, també es va convertir en un destacat economista nacional i professor universitari en sociologia, i el seu germà Karl, nascut el 1870, es va convertir en arquitecte. Max Weber era nebot de Hermann Baumgarten a través de la línia materna i cosí de Fritz i Otto Baumgarten; el seu oncle patern era el fabricant tèxtil Carl David Weber.
El 1882 començà els seus estudis de dret a la Universitat de Heidelberg. També va estudiar en altres universitats, fonamentalment en la de Berlín, on es va dedicar especialment a la història. Es va doctorar en dret, el 1889, i aviat va entrar a formar part del cos de professors de la Universitat de Berlín. Va ser professor d'economia a les universitats de Friburg de Brisgòvia (1894) i Heidelberg (1896); abandonà la docència el 1903 per motius de salut i s'hi va reintegrar el 1918.
Es va fer càrrec de la redacció d'una de les primeres revistes dedicades a la sociologia, l'Arxiu de Ciències Socials. El 1905 aparegué el més famós dels seus estudis, L'ètica protestant i l'esperit del capitalisme. El 1909 va fundar, junt amb Georg Simmel i Ferdinand Tönnies, l'Associació Alemanya de Sociologia.
Durant la Primera Guerra Mundial va desenvolupar una forta crítica a la política bel·licista del II Reich. Quan va acabar la guerra, va ser membre del comitè d'experts de la Delegació de la pau de Versalles. També va formar part de la comissió redactora de la Constitució de Weimar. Durant llargs períodes de la seua vida, va patir fortes depressions nervioses; amb tot, la seua és una de les obres més extenses de les ciències socials.
Els seus treballs comprenen molts aspectes i són molt variats, i solament d'una manera parcial manifesten les tensions internes de l'autor i els seus enfrontaments amb els utilitaristes, els marxistes i els historicistes. Preocupat per la influència mútua dels interessos materials i espirituals en la interacció de les classes i grups socials, va investigar els vincles entre idees religioses i conductes econòmiques tant en les societats occidentals com en les orientals. També va estudiar els nexes entre el protestantisme —principalment en la seua versió calvinista— i la gènesi del capitalisme. També es va interessar per la naturalesa del poder i les seues modalitats (tradicional, racional i carismàtic), i en tot moment va remarcar la pluralitat de causes del desenvolupament històric i la necessitat de conèixer els continguts culturals per interpretar els canvis socials, en la perspectiva d'arribar a una conceptualització de les col·lectivitats en funció del comportament social i no de les estructures.
Les seues aportacions metodològiques són molt rellevants, en aprofundir els treballs de Wilhelm Dilthey en la distinció entre les metodologies de les ciències naturals i les de les ciències socials.

## Biografia
Max Weber va nàixer a Erfurt, a Turíngia, Alemanya. Va ser el primogènit dels set fills que van tenir Max Weber (pare), un prominent polític i funcionari, i Helene Fallenstein. El seu germà Alfred Weber va ser igualment sociòleg i economista. Gràcies al compromís del pare amb la vida pública, Weber va créixer en una llar immersa en la política. A casa seua, sovintejaven les visites d'una llarga llista d'erudits i figures públiques. Al mateix temps, Max Weber va demostrar ser intel·lectualment precoç. El regal de Nadal que va fer als seus pares el 1876, quan només tenia tretze anys, va consistir en dos assajos històrics titulats Sobre el curs de la història d'Alemanya, amb especial referència a les posicions del Papa i l'Emperador i Sobre el període imperial de Roma, des de Constantí a la migració de les nacions. Semblava clar que Weber es dedicaria a les ciències socials. A l'edat de catorze anys, ja escrivia cartes plenes de referències a Homer, Virgili, Ciceró i Titus Livi. I, ja abans de començar els estudis universitaris, tenia uns grans coneixements sobre Goethe, Spinoza, Kant i Schopenhauer.

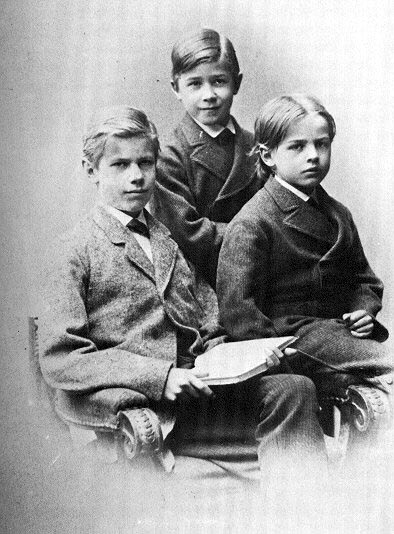
Max Weber i els seus germans Alfred i Karl el 1879

El 1882 Weber va entrar a la Universitat de Heidelberg com a estudiant de dret. No sols havia triat la mateixa branca que son pare, sinó que també va ingressar en la mateixa fraternitat que ell. A més dels seus estudis de dret, durant aquest període, Weber va sovintejar les classes d'economia, va estudiar tant història medieval com teologia i va servir de manera intermitent en l'exèrcit alemany a Estrasburg. A la tardor de 1884, Weber va tornar a casa dels pares per continuar els estudis a la Universitat de Berlín. Hi va restar els següents vuit anys, amb l'excepció d'un trimestre a Göttingen i dels curts períodes d'entrenament militar, i hi va passar de ser estudiant a ajudant a les corts de Berlín i, més tard, docent a la universitat d'aquesta ciutat. El 1886 Weber es va llicenciar en dret. Va continuar els seus estudis d'història. I es va doctorar el 1889 amb una tesi sobre història del dret, La història de les societats comercials a l'edat mitjana. Dos anys més tard, Weber va fer la tesi d'habilitació, La història agrària romana i la seua importància per al dret públic i privat, la qual cosa el qualificava per a ser professor universitari.
Aquests anys, a més, van ser decisius per a la formació d'un altre vessant de Weber, el d'home polític, ja que va ser llavors que va començar a interessar-se en els problemes socials de l'època i, el 1888, es va afiliar al Verein für Socialpolitik ('Associació per la política social'), la nova associació professional dels economistes alemanys que provenien de l'anomenada escola històrica, per a la qual la principal funció de l'economia era la resolució dels problemes socials i econòmics de l'època i que va ser capdavantera en els estudis estadístics a gran escala dels problemes econòmics. El 1890 el "Verein" va posar en marxa un programa de recerca per examinar allò que llavors era conegut com la qüestió polonesa (també dita Ostflucht): és a dir, el fenomen consistent en l'afluència de treballadors agrícoles estrangers a l'Alemanya occidental i la migració paral·lela dels treballadors locals a les ciutats alemanyes en un procés de ràpida industrialització. Va ser Weber qui va fer-se càrrec de la recerca i qui en va escriure gran part dels resultats. L'informe final va ser lloat de manera general com una excel·lent mostra de recerca empírica i va ajudar a fonamentar la reputació de Weber com expert en economia agrària.

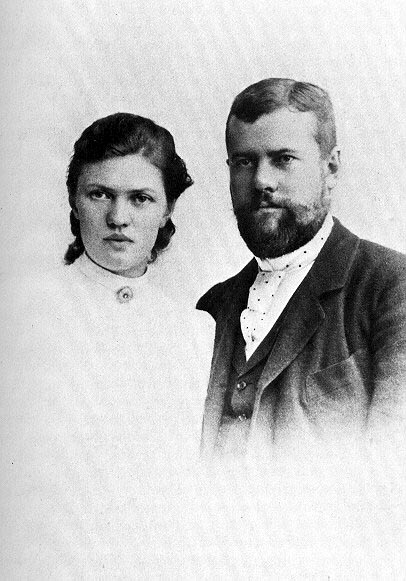
Max Weber amb la seua dona Marianne Schnitger el 1894

El 1893 es va casar amb la seua cosina llunyana Marianne Schnitger, que al seu torn va ser una figura de la causa feminista, així com de la política i de la vida intel·lectual d'Alemanya, i que a la mort de Weber (el 1920) ajudaria de manera decisiva en la recopilació de tota la seua obra dispersa en articles en revistes. El 1894, el matrimoni es va traslladar a Friburg, on Weber va ser nomenat professor d'economia. El maig de 1895 hi va pronunciar la seua lliçó inaugural ("L'estat nació i la política econòmica"), que va causar sensació. Hi expressava de manera encesa el seu nacionalisme, donava suport a l'imperialisme alemany i afirmava la primacia dels valors alemanys per a un teòric alemany de l'economia política. Al mateix temps, criticava la base social del règim de Bismarck, fonamentat en el domini dels junkers, els aristòcrates de la Prússia oriental, i assenyalava la impotència política del liberalisme alemany.
El 1897 va ser nomenat també professor d'economia, però aquesta vegada en la Universitat de Heidelberg. Tanmateix, el fet clau d'aquell any va ser la mort de son pare, dos mesos després d'una greu discussió amb el fill. Arran d'això, Weber cada vegada serà més propens a patir de "nerviosisme" i insomni, la qual cosa farà que tant els seus deures com a professor, com les seues classes li esdevinguen tasques difícils de portar a terme. L'empitjorament d'aquest anomenat dol patològic el va obligar a reduir el nombre de classes, fins que, la tardor de 1900, Weber va abandonar l'ensenyament, amb la interrupció fins i tot del curs d'aquell any. Després d'una estada en un sanatori durant l'estiu i la tardor, Max i la seua dona, Marianne, van marxar de viatge cap a Còrsega, Itàlia i Suïssa a finals d'any i ja no van tornar a Heidelberg fins a l'abril de 1902.
Després de la intensa productivitat que l'havia caracteritzat els primers anys de la dècada dels 90, Weber no va publicar res en un període que va de principis de 1898 fins a la tardor de 1903, quan va renunciar i tot al seu lloc de professor d'economia a la universitat. Aquell mateix 1903, però, va ser l'any en què va començar a eixir d'aquest estat d'abaltiment. Junt amb Edgar Jaffé i Werner Sombartl va fundar la revista Archiv für Sozialwissenschaft und Sozialpolitik, en la qual tindrà el càrrec d'editor associat i on publicarà alguns dels seus articles més importants, entre aquests, Sobre la teoria de les ciències socials (1904), i la que és considerada com la seua obra principal, L'ètica protestant i l'esperit del capitalisme (1904 i 1905), que posarà les bases per a la seva recerca posterior sobre l'impacte de la cultura i la religió en el desenvolupament dels diferents sistemes econòmics. L'ètica protestant va ser, a més, l'únic treball que Max Weber va veure publicat com a llibre.
L'any següent, el 1904, va viatjar als Estats Units. I a Saint Louis va donar una conferència amb el títol de Capitalisme i societat rural a Alemanya.
Junt amb Ferdinand Tönnies i Georg Simmel, el 1910 va fundar la Societat alemanya de sociologia. Al pensament ascètic que havia estat analitzat en L'ètica protestant oposa llavors el misticisme rus. Apareix així d'alguna manera el que va acabar sent la seua teoria dels tipus ideals. L'any següent, a més, va començar a treballar en la sociologia de la religió, en la inacabada Economia i societat, que hauria hagut de ser la seua obra fonamental. I el 1912, Weber va mirar d'organitzar un partit d'esquerres que unís socialdemòcrates i liberals. Va fracassar, però, perquè molts liberals temien els ideals revolucionaris dels socialdemòcrates.
Quan va esclatar la Primera Guerra mundial, Max Weber tenia 50 anys i va demanar de ser cridat com a oficial de reserva. Es va ocupar, tot i que només durant un curt període, de la gestió de vuit hospitals militars de la regió de Heidelberg. Entre 1915 i 1916, va ser membre de les comissions que intentaven mantenir la supremacia alemanya a Bèlgica i Polònia després de la guerra. Weber, dins de l'òrbita imperialista alemanya, volia l'eixamplament de l'Imperi alemany tant cap a l'oest com cap a l'est. El 1918, va esdevenir membre del consell de treballadors i soldats de Heidelberg, assessor de la Comissió alemanya de l'armistici al tractat de Versalles i de la comissió encarregada de la redacció de la Constitució de Weimar. Va ser gràcies a això que va poder argumentar a favor de la inclusió de l'article 48 que, passat el temps, va ser aprofitat per Hitler per a poder governar per decret, així com per a obtenir poders dictatorials i suprimir tota mena d'oposició.
Deixant de banda la seua actuació política, però, durant la guerra Weber va estudiar el confucianisme, el daoisme, l'hinduisme i el judaisme, i va sintetitzar el seu treball sobre les religions, cristal·litzat a la publicació, el 1917, de diversos treballs al respecte.

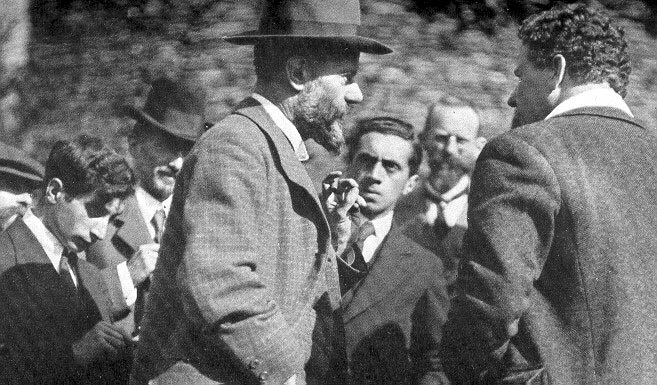
Max Weber el 1917

Des del 1918, Weber va tornar a l'ensenyament, primerament a la Universitat de Viena i després (1919) a la de Múnic. Va ser precisament a Múnic que va encapçalar el primer institut alemany de sociologia.
Arran de l'agitació de signe dretà de 1919 i 1920, Weber va optar per abandonar la política. Molts col·legues i estudiants de Múnic el menyspreaven tant pel seu discurs, com per la seua actitud esquerrana durant la Revolució alemanya de 1918 i 1919. Va haver-hi estudiants que van arribar a protestar a la porta de casa seua.
Max Weber va morir de pneumònia a Múnic, el 14 de juny de 1920. Cal assenyalar que molts dels seus treballs, hores d'ara famosos, van ser aplegats i publicats pòstumament i que van provocar la reflexió de sociòlegs posteriors com ara Talcott Parsons i Charles Wright Mills.

### Weber i la política alemanya
Max Weber es descrivia ell mateix com un liberal esquerrà, i pot ser considerat com un social-liberal. Un dels seus punts de vista de liberal del segle xix és el seu aferrissat nacionalisme, basat en un republicanisme clàssic, i també la idea que una nació de ciutadans lliures es manté per les virtuts i el caràcter d'aquests ciutadans. Tenia també una forta creença en els beneficis del capitalisme. L'element social del seu pensament caldria trobar-lo en la seua voluntat de transformar la classe treballadora alemanya en una classe de ciutadans responsables, virtuosos i amb caràcter. Això volia dir que els treballadors havien de ser educats donant-los responsabilitats polítiques.
Weber va començar a ser conegut arreu d'Alemanya cap al 1884, com a resultat del seu estudi de l'anomenada qüestió polonesa. Va tenir una gran influència en la voluntat alemanya de germanitzar la part més oriental del país. En el discurs que va fer al V Congrés Social Evangèlic, Weber va proposar de tancar la frontera als treballadors polonesos provinents de Rússia i Àustria-Hongria. Temia que Alemanya arribés a perdre aquells territoris. Per això, proposava de recolonitzar amb colons alemanys provinents de l'oest els grans estats governats pels junkers prussians. Aquests colons podien, a més, establir-se en granges petites. El congrés es va posar en contra de les tesis de Weber perquè donava suport als junkers prussians, però Weber va poder influir tant els seus amics com aliats, com ara el pastor Friedrich Naumann, que més endavant esdevindria un polític molt influent i un dels fundadors del Deutsche Demokratische Partei d'abans de la Primera Guerra Mundial.
El 1905, però, Weber havia canviat el seu punt de vista pel que fa a la qüestió nacional. Estava impressionat per l'actitud del Partit Liberal rus —que pretenia un canvi en el nacionalisme rus i acceptar com a russes les minories ètniques que formaven part del país. Seguint això, Weber pretenia que els alemanys absorbissin grups com ara els polonesos, que esdevindrien així part integrant d'un gran Imperi alemany, ja que Weber creia que l'única manera d'assegurar la supervivència cultural d'Alemanya passava per la creació d'un imperi. Els poders polítics havien d'estar en la base de la defensa de la cultura i l'economia i evitar, per tant, que Alemanya esdevingués un país impotent com Suïssa, per exemple.
Tot i això, Weber no apreciava gaire les idees nacionalistes buides de molts nacionalistes alemanys. No trobava acceptable que el poder fos l'única finalitat. Els polítics, a més de tenir una forta ambició de poder per a guanyar, havien de representar unes determinades idees. Aquesta idea de la voluntat de poder és clarament una influència de Nietzsche, que va ser molt popular en l'Alemanya dels anys 90. El significat, però, que Nietzsche donava a aquesta voluntat de poder era completament individual, no tenia el significat que li donava Weber d'una voluntat de poder per a fer més fort un col·lectiu (Alemanya). Weber volia fer més poderosa l'economia alemanya amb la creació d'un gran imperi. Temia que el creixement de la població mundial portés, a llarg termini, a la desocupació i creia que l'única defensa possible dels treballadors alemanys era donar suport a la creació d'aquest imperi. O que s'acabés l'expansió econòmica i els països protegissen les seues economies mitjançant tanques duaneres. No va preveure, és clar, els avanços tecnològics o els beneficis del comerç internacional per a l'economia nacional al llarg del segle xx.
Weber volia també acabar amb el poder de la noblesa. I menyspreava la covardia de les classes mitjanes, que deixaven el govern en mans de la noblesa.
Segons la seua opinió, els partits socialistes eren inofensius, ja que, al seu temps, es tornarien cap a les classes mitjanes. L'únic que entrebancava que Alemanya esdevingués un poder a escala mundial era, al seu entendre, la noblesa. I calia que les classes mitjanes s'unissen contra l'aristocràcia. Weber estava en contra de les fraternitats d'estudiants perquè idealitzaven les graduacions militars. I pretenia d'aturar la influència del sector agrari que perjudicava les regulacions dels canvis de la borsa. Era especialment contrari al costum de l'alta burgesia de comprar títols nobiliaris i terres. Totes aquestes opinions van provocar una certa consternació en la dreta alemanya. Weber volia un creixement econòmic il·limitat. I s'estimava més una promoció personal basada en l'habilitat i el talent que no en els graus militars. Per a ell, els diners eren més útils invertits en una empresa que no malbaratats en terres. Temia la ineficàcia de l'economia dels països catòlics o no puritans i que Alemanya esdevingués com Àustria Verösterreicherung Deutschlands.

## Aportacions metodològiques
Weber defineix la sociologia com la comprensió interpretativa de l'acció social. Aquest concepte d'acció social és, doncs, cabdal en la teorització weberiana. Per a Weber, acció social és una acció en què el significat que l'agent o els agents li associen està referit al comportament dels altres i que és aquest comportament pel qual es guien els agents.

### El mètode comprensiu
Per a Weber, les ciències socials no han de seguir el model de coneixement de les ciències naturals, com havia estat l'aspiració de la sociologia en aquell moment. Per a Weber, les ciències socials tenen una capacitat de comprensió més gran dels fenòmens. Weber pretén que la sociologia no sols comprenga el sentit causal de l'acció, sinó també la significació que aquesta té.

### Els tipus ideals
Com que la realitat és massa complexa per a analitzar-la com a totalitat, l'investigador construeix tipus ideals, és a dir, construccions teòriques que prenen en consideració només porcions de la realitat i actuen com a mirall del tot. S'ha de ser conscient de l'existència d'aquests tipus i fer-los explícits en les obres de divulgació. Els ideals sempre es basen en múltiples causes, algunes d'immediates i d'altres llunyanes, per explicar els fenòmens analitzats.

## Aportacions teòriques

### Sociologia de la religió
L'obra de Weber sobre sociologia de la religió s'obre amb l'assaig L'ètica protestant i l'esperit del capitalisme, i continua amb La religió a la Xina: confucianisme i taoisme, La religió de l'Índia: la sociologia de l'hinduisme i budisme i Judaisme antic. El seu treball sobre altres religions va ser interromput per la seva mort el 1920, i quedà pendent la continuació dels estudis sobre judaisme antic amb l'estudi dels salms, el Llibre de Jacob, el Talmud, els inicis del cristianisme, i l'islam.
Les seues tres idees principals eren: l'efecte de les idees religioses en les activitats econòmiques, la relació entre estratificació social i idees religioses, i les característiques singulars de la civilització occidental.
El seu objectiu era trobar raons que justifiquessin la diferència entre el procés de desenvolupament de les cultures occidental i oriental. En l'anàlisi dels seus descobriments, Weber va mantenir que les idees religioses puritanes (i més àmpliament, cristianes) havien tingut un impacte important en el desenvolupament del sistema econòmic d'Europa i els Estats Units, però va destacar que aquestes no eren les úniques causes del desenvolupament. Entre altres causes que va esmentar Weber, trobem el racionalisme en la recerca científica, barrejar observació amb matemàtica, estudi sistemàtic i jurisprudència, sistematització racional de l'administració governamental, i empresa econòmica. Al final, l'estudi de la sociologia de la religió, d'acord amb Weber, amb prou feines explorava una fase de l'emancipació de la màgia, aquest "desencantat del món" que ell atribuïa com un aspecte distintiu important de la cultura occidental.
Max Weber va demostrar que la reforma protestant, especialment el calvinisme, va canviar la concepció del treball: aquest ja no és considerat com un càstig expiatori del pecat original com proclama l'ètica catòlica; és un valor fonamental que serveix a cadascú per a esforçar-se i acostar-se a Déu. Per tant, des del segle xvi, la Reforma protestant de Martin Luther i el calvinisme porten els gèrmens de nous valors que revolucionen la concepció del treball i de la vida.
Per a Max Weber la religió es converteix en un procés de raonabilitat. D'una banda, existeix un món real, empíric, que és perceptible pels sentits, i per una altra, un món invisible, però igualment real, que és captat pels ideals religiosos, i que és molt important per a comprendre i mantenir en ordre el món visible. El seu mètode és analitzar els fenòmens des de fora cap a dintre.
Aquesta visió imparcial i distant de la religió representa la pràctica objectiva i modernista de la perspectiva sociològica de la religió contemporània. Introdueix l'acte de donar sentit com a element constructiu de l'experiència religiosa i utilitza el mètode comprensiu. Segons Weber, la religió constitueix l'única força que capacita a l'ésser humà per a redefinir el propòsit de la seva vida, adquirint així un potencial per a transformar la societat.
Un dels seus treballs més influents sobre el tema de la religió va ser "L'ètica protestant i l'esperit del capitalisme", una obra publicada en 1904 i revisada en 1920. En considerar la religió en el sentit científic, buscava objectivitat, intentava ignorar els judicis de valor i entendre la religió com aquestes respostes que donen significat als problemes inevitables de l'existència. Establir un connexió entre la religió i la economia va ser una de les aportacions més destacades de Weber.
La creença en que Déu recompensaria a aquells que visquessin d'acord amb la seva voluntat va portar a una mentalitat de treball dur, d'estalvi i reinversió de guanys, que va impulsar el creixement econòmic i l'acumulació de riquesa. També exposa que l'ètica protestant va portar a una actitud racional i calculadora cap a la vida, en la qual es buscava maximitzar el benefici. Weber desenvolupa el seu argument a diversos capítols de l'obra. Els capítols més rellevants en què s'aborda la relació entre la religió i la transformació social inclouen:
- Capítol II: "Les relacions amb les conviccions religioses de l'ètica confuciana i de les sectes ascètiques de l'Índia i del judaisme antic". En aquest capítol, Weber explora les creences religioses i ètiques en diferents tradicions religioses, assenyalant la seva influència en la manera com els individus i les societats es relacionen amb el treball i la riquesa.
- Capítol III: "La doctrina calvinista de la predestinació i de l'ètica econòmica". Aquí, Weber se centra en el calvinisme i la seva concepció de la predestinació, argumentant com aquesta creença religiosa va influir en la mentalitat i l'ètica dels individus, promovent el treball dur, la disciplina i l'acumulació de riquesa com a signes de la gràcia divina.

Un altre concepte que relaciona Weber amb la religió és el ‘desencantament del món’, on a les societats premodernes, la religió i la màgia proporcionaven una explicació al món, i els individus el veien ple de misteri i encant. La religió i la màgia eren fonamentals per comprendre i donar sentit a la realitat. Tot i això, amb la creixent racionalització de la societat moderna, es va produir un procés de desencantament, en el qual la ciència i la racionalitat van substituir cada vegada més les explicacions religioses i màgiques.
Aquest desencantament implica el rebuig o la disminució de la creença en poders i forces sobrenaturals, i la cerca d'explicacions racionals i científiques per als fenòmens naturals i socials. Weber va argumentar que a mesura que la racionalitat s'expandia, les creences religioses perdien influència i les institucions religioses enfrontaven desafiaments significatius. La religió ja no era el principal marc de referència per explicar i donar sentit al món.
En canvi, la visió científica del món, que cercava explicacions causals i empíriques, va començar a prevaldre. A mesura que la religió perdia terreny, els individus experimentaven una pèrdua de sentit de transcendència i un buit existencial. En lloc de trobar significat en allò sagrat i sobrenatural, la vida moderna es caracteritzava per la racionalitat, l'eficiència i la recerca de fins mundans.
Tot i això, va reconèixer que la racionalització i l'avenç científic havien portat molts beneficis per a la societat moderna, com ara el desenvolupament tecnològic, el progrés econòmic i l'expansió del coneixement.
També va advertir sobre les conseqüències negatives del desencantament, com l'alienació, la pèrdua de sentit i la deshumanització en la vida moderna:
- Debat sobre el llegat de la religió: El concepte del desencantament del món ha portat a debats sobre si aquest procés representa un progrés positiu o una pèrdua cultural significativa. Alguns crítics argumenten que el desencantament ha portat a la deshumanització i a una pèrdua de sentit a la vida moderna, mentre que altres veuen la racionalització com un alliberament de les restriccions religioses i una oportunitat per al desenvolupament humà.
- Interpretacions en el context global: No es aplicable a totes les societats i cultures. La religió continua exercint un paper vital en moltes societats arreu del món, i les explicacions religioses i màgiques poden continuar sent predominants en algunes comunitats.

### Sociologia de la política i el govern
Dins de la sociologia de les polítiques i govern, l'assaig més significatiu de Weber és probablement La política com a vocació. En aquest, Weber revela la definició d'estat que ha esdevingut tan important en el pensament social occidental: que l'estat és l'entitat que té el monopoli sobre el legítim ús de la força física. La política s'ha d'entendre com qualsevol activitat a la qual es pot dedicar l'estat per influir sobre la distribució relativa de força. La política, per tant, deriva del poder. Un polític no ha de ser un individu d'ètica cristiana veritable, entesa per Weber com l'ètica del sermó de la muntanya, és a dir, la d'oferir l'altra galta. Algú partidari de tal ètica hauria de ser considerat com un sant, ja que són únicament els sants, segons Weber, els que la segueixen apropiadament. El regne polític no és un regne de sants. Un polític ha d'abraçar l'ètica de la finalitat última (convicció) i la de la responsabilitat, i ha de sentir passió per la seva advocació i ser capaç de distanciar-se ell mateix de la matèria dels seus esforços (els governats).
Així, doncs, segons Max Weber, els polítics tenen dues opcions: actuar segons l'ètica de la convicció amb uns valors ètics, religiosos o polítics independentment de les conseqüències de la seua acció, o actuar segons l'ètica de la responsabilitat, que ordena pensar en les conseqüències previsibles de la pròpia acció. O sigui, la lògica de la motivació d'un polític es pot orientar bé dins d'una ètica de fins últims vers la consecució d'un ideal, o una ètica de la responsabilitat que realitza un càlcul racional de les probables conseqüències dels seus actes. No es pot prescriure quan s'ha d'optar per la primera i quan per la segona. I tampoc no són excloents, sinó complementàries i imprescindibles per a una persona amb vocació política.
Weber distingia tres tipus purs de lideratge polític, dominació i autoritat: dominació carismàtica (familiar i religiosa), dominació tradicional (patriarques, patrimonials, feudalisme), i dominació legal (llei i estat modern, burocràcia). Segons el seu punt de vista, cada relació històrica entre governants i governats conté elements que poden ser analitzats basant-se en aquesta distinció tripartida. A més, afirma que la inestabilitat de l'autoritat carismàtica inevitablement porta per força a caure en la rutina d'una forma més estructurada d'autoritat. De la mateixa manera, assegura que en un tipus pur de regla tradicional, una resistència suficient al mestre pot portar a una revolució tradicional. Per això, al·ludeix a un moviment inevitable cap a una estructura racional legal de l'autoritat, utilitzant una estructura burocràtica. Així, aquesta teoria pot ser vista a vegades com una part de la teoria social evolucionista. Aquesta enllaça amb el seu concepte més ampli de racionalització, suggerint el fet inevitable d'un moviment en aquesta direcció.
Weber és també conegut pel seu estudi del model burocràtic i de la burocratització de la societat, els modes racionals en què les organitzacions socials apliquen les característiques d'un tipus ideal de burocràcia. Molts aspectes de l'administració pública moderna tornen a ell, i un servei civil clàssic i organitzat jeràrquicament del tipus continental és anomenat servei civil weberià, encara que això és només un tipus ideal d'administració pública i govern descrit en la seva obra magna Economia i societat, i un que no li agradava especialment, ja que el considerava únicament eficient i amb èxit. En el seu treball, Weber fa una descripció, que s'ha fet famosa, de la racionalització (de la qual la burocratització és una part) com un canvi des d'una organització i acció orientada a valors (autoritat tradicional i autoritat carismàtica) a una organització i acció orientada a objectius (autoritat racional legal). El resultat, d'acord amb Weber, és una nit polar de foscor gelada, en la qual la racionalització creixent de la vida humana atrapa els individus en una gàbia de ferro de control racional, basat en regles. Els estudis sobre la burocràcia de Weber han conduït també a la seva anàlisi -correcta, car resultaria així- que el socialisme a Rússia portaria, a causa de l'abolició del mercat lliure i els seus mecanismes, a una sobreburocratització (evident, per exemple, en l'economia de l'escassetat) més que a un allunyament fulminant de l'estat, com Karl Marx havia predit que succeiria en una societat comunista.

### Economia
Malgrat que Max Weber és reconegut avui dia com un dels fundadors de la sociologia moderna, també va tenir un paper important en el camp de l'economia. Des del punt de vista dels economistes, Weber és el representant més jove de l'escola d'economia alemanya històrica. Les seves contribucions més valorades en aquest camp és el seu treball L'ètica protestant i l'esperit del capitalisme. Es tracta d'un assaig sobre les diferències entre les religions i la riquesa relativa dels seus seguidors. El treball de Weber és paral·lel al tractat de Sombart sobre el mateix fenomen, que no obstant això atribuïa l'auge del capitalisme al judaisme. Una altra contribució de Weber a l'economia (així com a les ciències socials en general) és el seu treball en metodologia: les seves teories de Verstehen (conegut com a comprensió o sociologia interpretativa) i d'antipositivisme (sociologia humanista).
La doctrina de la sociologia interpretativa és ben coneguda i debatuda, donada la seva controvèrsia. Aquesta tesi assegura que la investigació social, econòmica i històrica no pot mai ser totalment inductiva o descriptiva, ja que un sempre ha d'aproximar-s'hi amb un aparell conceptual. Aquest aparell va ser identificat per Weber com de tipus ideal. Es basa en el següent: un tipus ideal es forma a partir de característiques i elements de certs fenòmens donats, però no intenta correspondre a totes les característiques d'un cas particular. És interessant comparar-lo amb el concepte de Ferdinand Tönnies de tipus normal.
Weber va concedir que l'ús de tipus ideals era una abstracció, però afirmava que, no obstant això, era essencial si un pretenia entendre qualsevol fenomen social particular, ja que, a diferència dels fenòmens físics, aquests involucren comportaments humans que han de ser interpretats per tipus ideals. Això, juntament amb la seva argumentació antipositivista, pot ser vist com la justificació metodològica per a l'assumpció de l'individu econòmic racional (homo economicus).
Max Weber va formular una teoria de tres components d'estratificació: els components conceptuals són una classe social, un estatus social i un partit polític. La classe social es basa en la relació amb el mercat, determinada econòmicament (amo, empleat, etc.). L'estatus es basa en qualitats no econòmiques, com l'honor, el prestigi i la religió. El partit fa referència a les afiliacions de caràcter polític. Aquestes tres dimensions tenen conseqüències per al que Weber anomenà oportunitats vitals.
Weber va fer múltiples contribucions a l'economia, incloent-hi una història econòmica de la societat agrària romana, o un treball sobre els rols duals de l'idealisme i el materialisme en la història del capitalisme en la seva Economia i societat, que presenta les crítiques o revisions d'alguns aspectes del marxisme. Finalment, la seva Història econòmica general és, potser, el seu major èxit en investigació empírica.

## Resposta crítica a Weber
Les explicacions de Weber són molt específiques dels períodes històrics que va analitzar. Això fa que sigui més difícil generalitzar a partir de la seva anàlisi i modificar les seves teories per altres circumstàncies.
Molts erudits, però, han estat en desacord amb certes afirmacions concretes que Weber va fer a la seva anàlisi històrica. Per exemple, l'economista Joseph Schumpeter argumenta que el capitalisme no va començar amb la Revolució industrial, sinó a la Itàlia del segle xiv. A Milà, Venècia i Florència, els governs de les petites ciutats estat varen portar al desenvolupament de les primeres formes de capitalisme. Al segle xvi, Anvers era un centre comercial d'Europa. A més, el país predominantment calvinista d'Escòcia no va tenir el mateix creixement econòmic que els Països Baixos, Anglaterra i Nova Anglaterra. S'ha assenyalat que els Països Baixos, que tenien una majoria calvinista, varen ser industrialitzats al segle xix, molt més tard que la Bèlgica de majoria catòlica, que va ser un dels centres de la Revolució industrial al continent europeu. Emil Kauder amplia la tesi de Schumpeter amb l'argument que el calvinisme perjudicà el desenvolupament del capitalisme per portar al desenvolupament de la teoria del valor del treball.

## Obres
- Die protestantische Ethik und der Geist des Kapitalismus (en alemany), 1904-05. «L'ètica protestant i l'esperit del capitalisme»
- Politik als Beruf, Wissenschsft als Beruf (en alemany), 1919. «La ciència i la política»
- Wirtschaft und Gesellschaft (en alemany), 1922. «Economia i societat»